# Ogrodniki (sielsowiet Chodorowce)
Ogrodniki (biał. Агароднікі, Aharodniki; ros. Огородники, Ogorodniki) – wieś na Białorusi, w obwodzie grodzieńskim, w rejonie lidzkim, w sielsowiecie Chodorowce, nad Lebiodą.

## Historia
W dwudziestoleciu międzywojennym leżały w Polsce, w województwie nowogródzkim, w powiecie szczuczyńskim (od 29 maja 1929, wcześniej w powiecie lidzkim), w gminie Żołudek. W 1921 miejscowość liczyła 84 mieszkańców, zamieszkałych w 13 budynkach, w tym 76 Białorusinów, 6 Rosjan i 2 Polaków. 82 mieszkańców było wyznania prawosławnego i 2 rzymskokatolickiego.
Po II wojnie światowej w granicach Związku Sowieckiego. Od 1991 w niepodległej Białorusi.